# Храстовець (Веленє)
Храстовець (словен. Hrastovec) — поселення в общині Веленє, Савинський регіон, Словенія. 
Висота над рівнем моря: 432,4 м.